# Дюморне, Мелши
Мелши Даель Дюморне (фр. Melchie Daëlle Dumornay; род. 17 августа 2003, Мирбале, Центральный департамент) — гаитянская футболистка, полузащитник женской команды «Олимпик Лион» и женской сборной Гаити.

## Клубная карьера
9 сентября 2021 года подписала свой первый профессиональный контракт французский клуб «Реймс».
16 января 2023 года было официально объявлено, что Дюморне присоединится к французскому чемпиону «Олимпик Лион» подписав контракт, начинающийся с 1 июля 2023 года, до июня 2026 года за 25 000 в месяц.

## Карьера в сборной
Выступала за сборные Гаити по футболу на чемпионатах КОНКАКАФ до 15 лет 2016 года, до 17 лет 2018 года, до 20 лет 2018 года и на чемпионате мира среди девушек до 20 лет 2018 года.
За национальную сборную Гаити дебютировала 29 января 2020 года, сыграв все 90 минут матча Олимпийской квалификации КОНКАКАФ против сборной США (0:4).

## Достижения

### «Олимпик Лион»
- Обладательница Суперкубка Франции: 2023[8]

### Личные достижения
- «Золотой мяч» чемпионата КОНКАКАФ до 17 лет: 2018[9]
- Лучшая молодая футболистка мира по версии Goal.com NxGn: 2022[10]